# Rikard Winsnes
Rikard Winsnes (11 juli 1968) is een Zweedse schaker. In juli 1993 werd hij internationaal meester.
In mai 2011 bereikte Winsnes een FIDE-rating van 2409.
Winsnes komt in de Elitserien uit voor SS Manhem.

## Resultaten
- In 1983 won hij het Manhem Open in Göteborg
- In 1985 won hij het Zweedse kampioenschap (categorie jongens tot 20 jaar)  in Uppsala
- In 2003 deelde hij de eerste plaats met Björn Ahlander op het Göteborg Open